# 長坂町 (弘前市)
長坂町（ながさかちょう）は、江戸期から現在にかけての青森県弘前市の地名。郵便番号は036-8344。2017年6月1日現在の人口は200人、世帯数は105世帯。

## 地理
蔵主町（弘前市合同庁舎）裏手に位置し、蔵主町・笹森町と並走する町で住宅地。町域の北部は亀甲町、東部は笹森町、南部は東長町、西部は蔵主町に接する。

## 歴史

### 沿革
- 江戸期 - 弘前城下の一町。
- 明治初年～明治22年 - 弘前を冠称。

### 地名の由来
南から北にかけて緩い坂があることにちなむ。

## 施設

### 福祉
- 有料老人ホームふれあい長坂町

## 小・中学校の学区
市立小・中学校に通う場合、学区は以下の通りとなる。
| 大字   | 番地 | 小学校             | 中学校             |
| ------ | ---- | ------------------ | ------------------ |
| 長坂町 | 全域 | 弘前市立時敏小学校 | 弘前市立第一中学校 |

## 交通
- 弘南バス

中央高校前（ミニバス 土堂・浜の町・栄町団地線）停留所。